# Jamie Shea

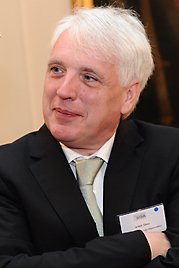
Jamie Shea (2011)

Jamie Patrick Shea CMG (* 11. September 1953 in London) ist ein britischer NATO-Funktionär.

## Leben und Wirken
Jamie Shea studierte Geschichte und Französisch und erlangte 1977 an der University of Sussex den Abschluss B. A. (hons.). Mit der Arbeit European Intellectuals and the Great War 1914–1918 erhielt er 1981 am Lincoln College der Oxford University den Abschluss als Ph.D.
Ab 1980 arbeitet er in der Verwaltung der NATO. 1982 wurde er Leiter des Jugendprogrammbereiches und 1985 Leiter des Bereiches für Konferenzen und Seminaren zur Außenpolitik. 1988 wurde er Assistent des NATO-Generalsekretär für Sonderprojekte. Ab 1993 war er Sprecher der NATO, 2000 wurde er Direktor für Information und Pressearbeit und 2005 Direktor für Politische Planung.
Während des Kosovokrieges machte er als Pressesprecher den Begriff Collateral Damage bekannt, was von deutschsprachigen Medien als halb übersetzter Anglizismus mit Kollateralschaden verbreitet wurde.
Neben seiner Tätigkeit für die NATO arbeitet er als Dozent an mehreren Bildungseinrichtungen, so am College of Europe, an der University of Kent sowie an der American University, wo er seit 1985 als Associate Professor für internationale Beziehungen tätig ist. Er veröffentlichte Bücher und Artikel über politische Themen in verschiedenen Fachpublikationen. Im Dezember 2019 wurde ihm der Order of St Michael and St George verliehen.
Shea ist verheiratet und Vater von zwei Kindern.

## Publikationen (Auswahl)
- mit Nicholas Sherwen: NATO 2000: a political agenda for a political alliance.  Brassey’s, London 1990, ISBN 0-08-040727-7.
- mit Michiel de Weger: Ein Europäischer Pfeiler in der NATO? Konrad-Adenauer-Stiftung, Sankt Augustin 1994, ISBN 3-930163-53-5.
- Public opinion and NATO. British Atlantic, London 1985.